# Britton Hazelgrove
Britton Hazelgrove war ein britischer Hersteller von Automobilen.

## Unternehmensgeschichte
Bruce Hazelgrove, der zuvor bei Lyncar Engineering tätig war, gründete 1987 das Unternehmen in Wooburn Green in der Grafschaft Buckinghamshire. Er begann mit der Produktion von Automobilen und Kits. Der Markenname lautete Britton. Im gleichen Jahr endete die Produktion. Insgesamt entstanden etwa zwei Exemplare.

## Fahrzeuge
Das einzige Modell war der Hazelgrove. Das Fahrzeug ähnelte dem Lotus Seven der ersten Generation. Die Basis bildete das Fahrgestell vom Triumph Herald. Darauf wurde eine offene zweisitzige Karosserie montiert, die teilweise aus Aluminium bestand. Ein Vierzylindermotor war vorne im Fahrzeug montiert und trieb die Hinterachse an.